# Сен-Ромфер
Сен-Ромфе́р (фр. Saint-Romphaire) — колишній муніципалітет у Франції, у регіоні Нормандія, департамент Манш. Населення — 745 осіб (2011).
Муніципалітет був розташований на відстані близько 260 км на захід від Парижа, 60 км на захід від Кана, 9 км на південь від Сен-Ло.

## Історія
До 2015 року муніципалітет перебував у складі регіону Нижня Нормандія. Від 1 січня 2016 року належав до нового об'єднаного регіону Нормандія.
1 січня 2016 року Сен-Ромфер, Гурфалер, Ла-Мансельєр-сюр-Вір i Сен-Самсон-де-Бонфоссе було об'єднано в новий муніципалітет Бургвалле.

## Демографія
Динаміка населення (Insee ):
Розподіл населення за віком та статтю (2006):
| Стать | Всього | До 15 років | 15-24 | 25-44 | 45-64 | 65-85 | Понад 85 |
| --- | ------ | ----------- | ----- | ----- | ----- | ----- | -------- |
| Чоловіки | 346    | 72          | 12    | 121   | 81    | 56    | 4        |
| Жінки | 349    | 80          | 20    | 100   | 77    | 60    | 12       |
| \| Статево-вікова піраміда \| Статево-вікова піраміда \| Статево-вікова піраміда \| \| ----------------------- \| ----------------------- \| ----------------------- \| \| Чоловіки \| Вік \| Жінки \| \| 4 \| 85 + \| 12 \| \| 4 \| 80-84 \| 16 \| \| 20 \| 75-79 \| 4 \| \| 16 \| 70-74 \| 24 \| \| 16 \| 65-69 \| 16 \| \| 13 \| 60-64 \| 8 \| \| 24 \| 55-59 \| 21 \| \| 24 \| 50-54 \| 32 \| \| 20 \| 45-49 \| 16 \| \| 28 \| 40-44 \| 20 \| \| 32 \| 35-39 \| 28 \| \| 36 \| 30-34 \| 24 \| \| 25 \| 25-29 \| 28 \| \| 4 \| 20-24 \| 12 \| \| 8 \| 15-20 \| 8 \| \| 16 \| 10-14 \| 40 \| \| 32 \| 5-9 \| 16 \| \| 24 \| 0-4 \| 24 \| |        |             |       |       |       |       |          |
| Статево-вікова піраміда |        |             |       |       |       |       |          |
| Чоловіки | Вік    | Жінки       |       |       |       |       |          |
| 4 | 85 +   | 12          |       |       |       |       |          |
| 4 | 80-84  | 16          |       |       |       |       |          |
| 20 | 75-79  | 4           |       |       |       |       |          |
| 16 | 70-74  | 24          |       |       |       |       |          |
| 16 | 65-69  | 16          |       |       |       |       |          |
| 13 | 60-64  | 8           |       |       |       |       |          |
| 24 | 55-59  | 21          |       |       |       |       |          |
| 24 | 50-54  | 32          |       |       |       |       |          |
| 20 | 45-49  | 16          |       |       |       |       |          |
| 28 | 40-44  | 20          |       |       |       |       |          |
| 32 | 35-39  | 28          |       |       |       |       |          |
| 36 | 30-34  | 24          |       |       |       |       |          |
| 25 | 25-29  | 28          |       |       |       |       |          |
| 4 | 20-24  | 12          |       |       |       |       |          |
| 8 | 15-20  | 8           |       |       |       |       |          |
| 16 | 10-14  | 40          |       |       |       |       |          |
| 32 | 5-9    | 16          |       |       |       |       |          |
| 24 | 0-4    | 24          |       |       |       |       |          |

## Економіка
2010 року серед 467 осіб працездатного віку (15—64 років) 348 були активними, 119 — неактивними (показник активності 74,5%, у 1999 році було 73,4%). З 348 активних мешканців працювали 333 особи (186 чоловіків та 147 жінок), безробітними було 15 (6 чоловіків та 9 жінок). Серед 119 неактивних 38 осіб було учнями чи студентами, 56 — пенсіонерами, 25 були неактивними з інших причин.

У 2010 році в муніципалітеті числилось 295 оподаткованих домогосподарств, у яких проживали 753,0 особи, медіана доходів виносила 18 675 євро на одного особоспоживача